# Michael Jacobs (Schriftsteller)
Michael Jacobs (geboren 15. Oktober 1952 in Genua; gestorben 11. Januar 2014 in London) war ein britischer Reiseschriftsteller und Kunsthistoriker.

## Leben
Michael Jacobs’ Mutter Mariagrazia Paltrineri war eine Schauspielerin aus Sizilien, sein Vater ein jüdisch-irischer Wirtschaftsjurist, britischer Geheimdienstoffizier im  Zweiten Weltkrieg und ein Schriftsteller. Die Familie zog nach London, wo Jacobs die Westminster School besuchte. Er studierte von 1971 bis 1974 am  Courtauld Institute of Art. Dessen Direktor Anthony Blunt betreute ihn bis zu seiner Entlassung bei der Dissertation, mit der Jacobs 1982 promoviert wurde.
Jacobs arbeitete, ohne besonderen wirtschaftlichen Erfolg, als freier Kunsthistoriker und Reiseschriftsteller vornehmlich in Spanien und wohnte dort seit 1999 im Dorf Frailes in der Provinz Jaén, über das er das Buch The Factory of Light: Life in an Andalucian Village (2003) schrieb. Jacobs übersetzte aus dem Spanischen.
Jacobs hat 30 Bücher für ein breites Lesepublikum veröffentlicht, darunter Kunsthandbücher und einige Reiseführer für die Provence, Andalusien, Madrid, Barcelona und Tschechoslowakei. Für das Verfassen des Buches Alhambra wohnte er einige Monate in der Alhambra. Ein Jahr vor seiner Reise zu den Quellen des Río Magdalena in Kolumbien begegnete er in Cartagena de Indias dem Schriftsteller Gabriel García Márquez. Auf der Fahrt fiel er in die Hände einer Gruppe von Farc-Rebellen, wurde aber freigelassen. Sein Reiseroman The Robber of Memories: A River Journey Through Colombia erschien 2013.

## Schriften (Auswahl)
- Mythological Painting. New York: Mayflower Books 1979.
- Nude Painting in the History of Art. New York: Mayflower Books 1979.
- Traveller's Guide to Art: Great Britain and Ireland. Mitchell Beazley Traveller's Guides to Art 1984.
- Good and Simple Life: Artist Colonies in Europe and America. Oxford: Phaidon 1985.
- The Most Beautiful Villages of Provence. Fotografien Hugh Palmer. New York: Thames and Hudson 1994.
- Between Hopes and Memories: Spanish Journey. London: Picador 1994.
- The Painted Voyage: Art, Travel and Exploration, 1564-1875. London: British Museum 1995.
- Alhambra. Fotografien Francisco Fernandez. New York: Rizzoli 2000.
- Andalucia. Pallas Guide. 2003.
- In The Glow Of The Phantom Palace. London: Pallas Athene 2000.
- The Factory of Light: Tales From My Andalucian Village. London: Murray 2003.
- Ghost Train Through the Andes: On My Grandfather's Trail in Chile and Bolivia. London: Murray 2006.
- The Andes. Berkeley, CA: Counterpoint 2010.
- The Robber of Memories: A River Journey Through Colombia. Berkeley, CA: Counterpoint Press 2013.
- Everything is happening, journey into a painting. Postum. Vorwort von Ed Vulliamy. London: Granta 2015.